# Las Rosas (El Rosario)
Las Rosas es una entidad de población del municipio de El Rosario, en la isla de Tenerife —Canarias, España—. Tiene una población estimada, en 2020, de 1.033 habitantes.
Se trata de uno de los núcleos más antiguos del municipio.

## Toponimia
Su nombre proviene del término 'roza', tierra limpia de las matas que naturalmente cría para sembrar en ella, dado que el núcleo surgió en zonas ganadas a la masa forestal preexistente.

## Características

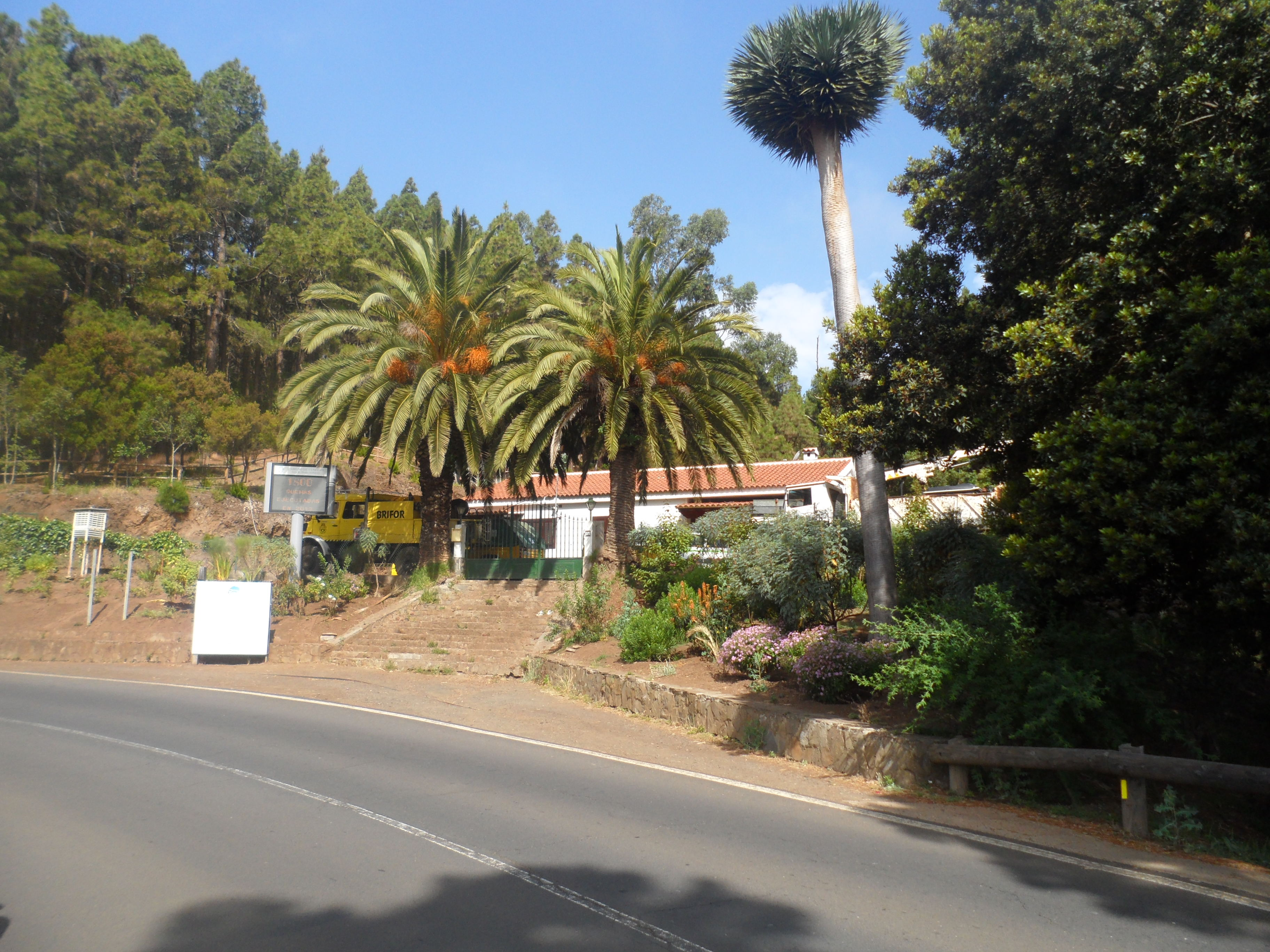
Reten de la Casa Forestal de La Esperanza

Se encuentra situado a unos tres kilómetros al sur del centro municipal, a una altitud media de 905 m s. n. m.
Ocupa una superficie de 11,85 km², gran parte de la cual se encuentra incluida en el Monte de Utilidad Pública de La Esperanza y en el Paisaje Protegido de Las Lagunetas.
Cuenta con el colegio CEIP Las Erillas, varios parques infantiles, una plaza pública, un centro juvenil, una ermita, la escuela municipal de folclore, el Mercadillo del Agricultor de El Rosario, el Terrero Insular de Lucha Las Rosas y la Escuela Hogar. En su área forestal, Las Rosas cuenta con la Casa Forestal de La Esperanza —sede de las Brigadas Forestales BRIFOR—, dos zonas de acampada, la zona recreativa de Las Raíces y el mirador de Montaña Grande.

## Demografía
| Año        | 2000 | 2001 | 2002  | 2003  | 2004  | 2005  | 2006  | 2007  | 2008  | 2009  | 2010  | 2011  | 2012  | 2013  | 2014  | 2015  | 2020  |
| ---------- | ---- | ---- | ----- | ----- | ----- | ----- | ----- | ----- | ----- | ----- | ----- | ----- | ----- | ----- | ----- | ----- | ----- |
| Habitantes | 957  | 993  | 1.015 | 1.033 | 1.081 | 1.077 | 1.097 | 1.116 | 1.125 | 1.126 | 1.110 | 1.105 | 1.082 | 1.096 | 1.078 | 1.070 | 1.033 |

## Economía
Se trata de un núcleo que mantiene la agricultura, así como algunas explotaciones ganaderas de cabras y ovejas.

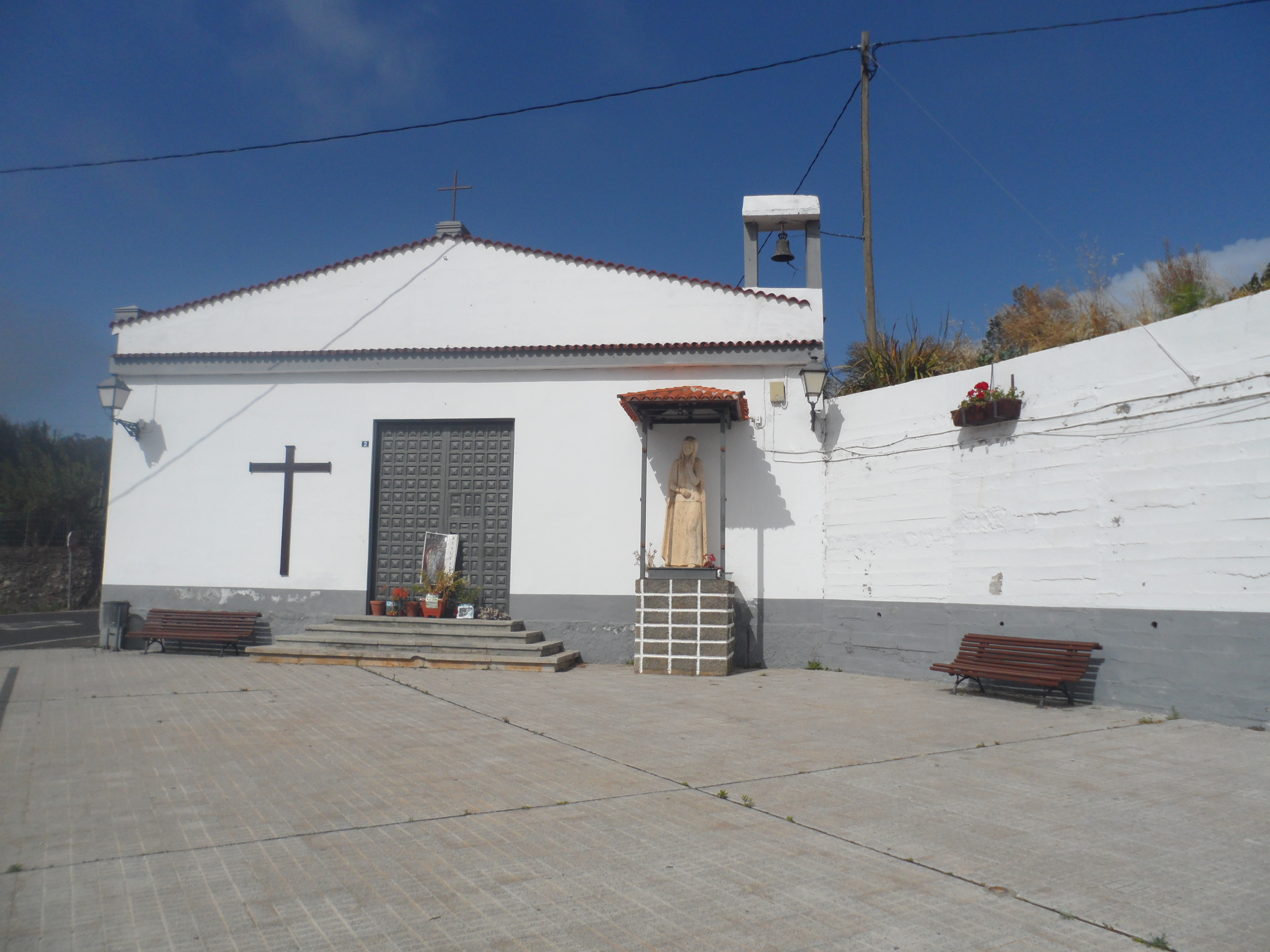
Ermita a la Virgen de los Dolores en Las Rosas

## Fiestas
El núcleo de Las Rosas, junto con Lomo Pelado y Las Barreras, celebra fiestas en honor a Nuestra Señora de los Dolores en el mes de octubre.

## Comunicaciones
Se accede a través de la Carretera General TF-24 y por la calle de Las Barreras.

### Transporte público
En autobús —guagua— queda conectada mediante la línea de Transportes La Esperanza.
| Línea | Trayecto                          |
| ----- | --------------------------------- |
| 042   | La Laguna - Las Rosas - La Laguna |

## Lugares de interés
- Hotel Las Cañadas*
- Mercadillo del Agricultor de El Rosario
- Mirador de Montaña Grande
- Zona de Acampada Las Raíces
- Zona recreativa Las Raíces

## Galería

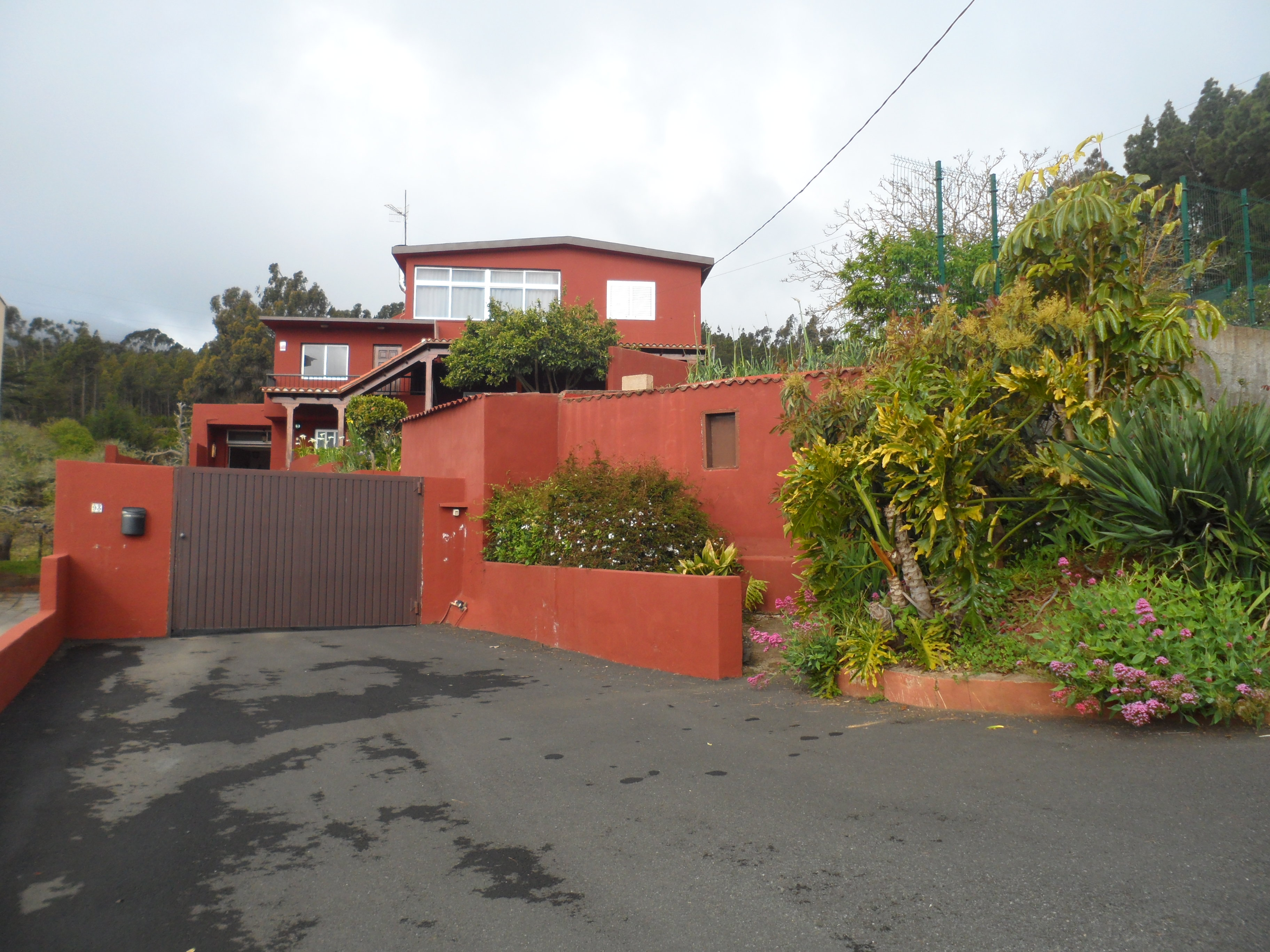
Vivienda en Las Rosas.
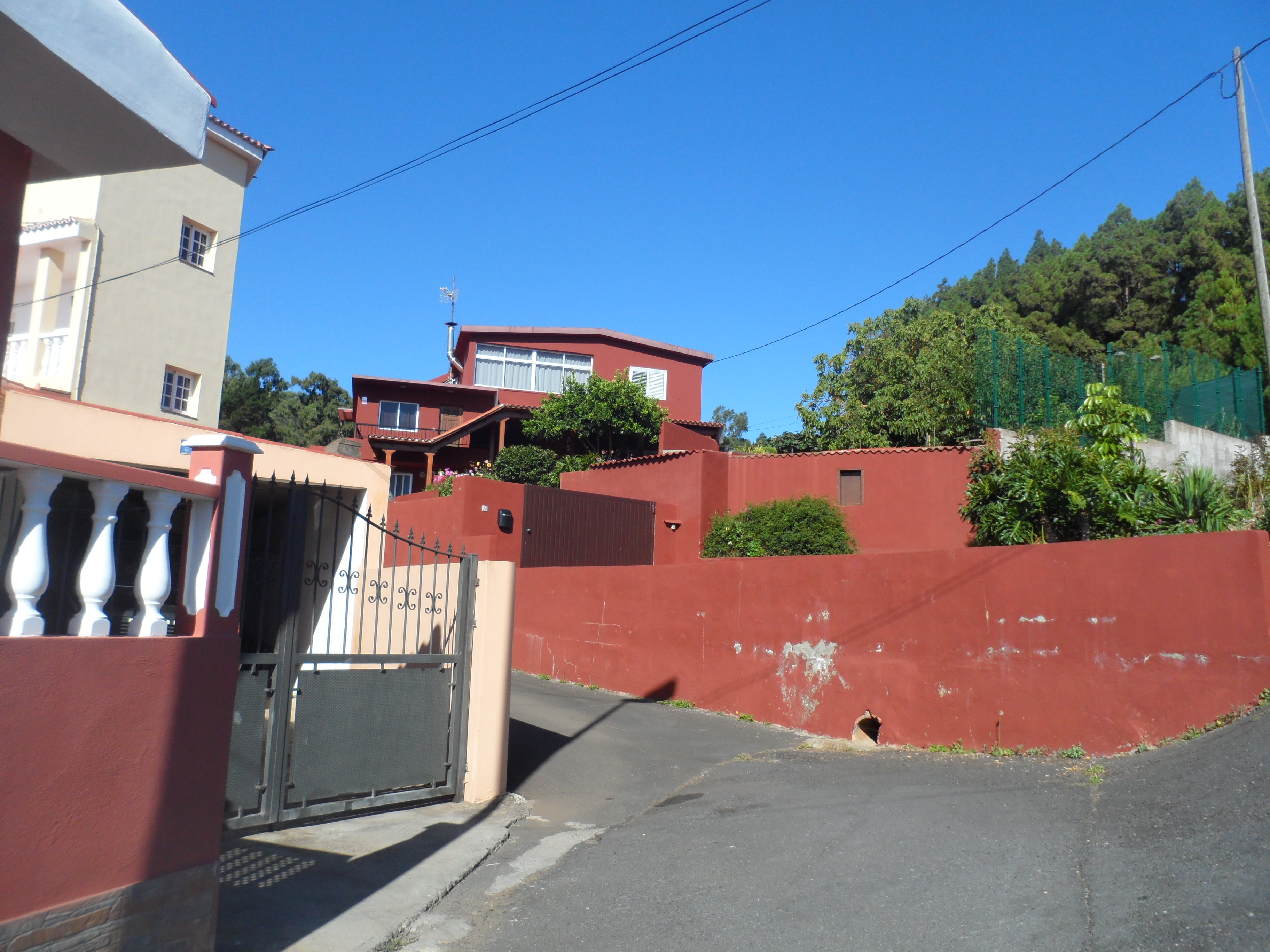
Casas en Las Rosas.